# Lamorne Morris
Lamorne Morris (sinh ngày 14 tháng 8 năm 1983) là một diễn viên, ngôi sao truyền hình người Mỹ. Anh được biết đến nhiều qua vai diễn Winston Bishop trong New Girl của đài Fox. Nam diễn viên còn làm MC cho trò chơi truyền hình BrainRush trên kênh Cartoon Network. Anh cũng từng làm việc cho đài BET trong quá khứ.

## Danh sách phim

### Điện ảnh
| Năm  | Tựa đề                           | Vai diễn | Ghi chú    |
| ---- | -------------------------------- | -------- | ---------- |
| 2002 | Urban Ground Squirrels           |          | Lồng tiếng |
| 2009 | To Have & Have More              |          |            |
| 2012 | Belizean James: No Gold Anything |          | Phim ngắn  |
| 2014 | Sex Ed                           |          |            |
| 2016 | Barbershop: The Next Cut         | Jerrod   |            |
| 2017 | Sandy Wexler                     |          |            |
| 2018 | Game Night                       | Kevin    |            |

### Truyền hình
| Năm       | Tựa đề                      | Vai diễn               | Ghi chú                                                              |
| --------- | --------------------------- | ---------------------- | -------------------------------------------------------------------- |
| 2010      | The Middle                  |                        | Tập phim: "Royal Wedding"                                            |
| 2011      | The Assistants              | Scott Smiley           |                                                                      |
| 2011      | The Guild                   | Craven                 | Tập phim: "Megagame-o-ramacon!"                                      |
| 2011–2018 | New Girl                    | Winston Bishop         | Trong dàn vai chính Đề cử– Teen Choice Awards TV Breakout Star: Male |
| 2013      | Drunk History               | Martin Luther King Jr. | Tập phim: "Atlanta"                                                  |
| 2013      | Dear Secret Santa           | Jack                   |                                                                      |
| 2014      | Kroll Show                  | Tony Bell              | Tập phim: "Krolling Around with Nick Klown"                          |
| 2017      | Star vs. the Forces of Evil |                        | Tập phim: "All Belts Are Off"                                        |